# 拉法尔德
拉法尔德是巴西圣保罗州的一个市镇。总面积132.471平方公里，总人口8191人，人口密度61.8人/平方公里。